# فيليب كير (ماركيز لوثيان)
فيليب هنري كير ماركيز لوثيان الحادي عشر، وصاحب وسام الشوك ووسام رفقاء الشرف وعضو المجلس الخاص للمملكة المتحدة وملازم نائب    (18 أبريل 1882 – 12 ديسمبر 1940)، عرف باسم فيليب كير حتى عام 1930، كان سياسيًا ودبلوماسيًا ومحرر صحف بريطاني. كان كير السكرتير الخاص لرئيس الوزراء ديفيد لويد جورج بين عامي 1916 و1921. بعد أن ورث عن أحد أبناء عمومته لقب الماركيز في عام 1930، شغل كير منصبًا ثانويًا بين عامي 1931 و1932 في الحكومة الوطنية التي كان رامزي ماكدونالد يترأسها.
في أواخر الثلاثينيات من القرن العشرين، كان كير من أبرز مؤيدي تسوية وضع ألمانيا، مشددًا على قسوة معاهدة فيرساي وأخطار شيوعية ستالين. منذ عام 1939 حتى وفاته، كان كير سفيرًا إلى الولايات المتحدة الأمريكية. وأثبت نجاحًا كبيرًا في كسب دعم أمريكا لجهود الحرب البريطانية، ولا سيما قانون الإعارة والتأجير الذي أقره الكونغرس بعد وفاته.

## الخلفية والتعليم
ولد كير في لندن، وكان الابن الأكبر للواء اللورد رالف كير، الذي كان الابن الثالث لجون كير ماركيز لوثيان السابع. كانت والدته ليدي آن فيتزالان هاوارد، ابنة هنري فيتزالان هاوارد، دوق نورفولك الرابع عشر، وابنة الشريفة أوغوستا ماري مينا كاثرين ليونس، ابنة فريق البحرية إدموند ليونس، البارون الأول لليونس. 
كان كير ابن شقيق إدموند فيتزالان هوارد، الفيكونت الأول من أسرة فيتزالان من ديروينت، وحفيد شقيق ريتشارد ليونس، الفيكونت الأول من أسرة ليونس. وانحداره من أسرة ليونس، كان كير قريبًا للمركيز ماين سويت أوسموند والروند (1870 - 1927)، الذي كان السكرتير الخاص للسكرتير الخاص للورد ألفريد ميلنر وعضوًا رفيقًا في روضة ميلنر.
تلقى كير تعليمه في مدرسة أوراتوري، بيرمنغهام، مؤسسة الكاردينال نيومان منذ عام 1892 حتى عام 1900، وفي كلية نيو كوليج حيث نال المرتبة الأولى في التاريخ الحديث في عام 1904، والتي حاول بعدها، في عام 1904، دون نجاح أن ينال جائزة منحة دراسية في كلية أول سولز في أوكسفورد. كطالب جامعي، عرف كير بمظهره «الخنثوي» وبنرجسيته الشديدة، الأمر الذي دفع إلى إطلاق لقب «نركسوس» عليه في أوكسفورد. في أوكسفورد، تطور لدى كير حب مدى الحياة للغولف، وسمعة كمثقف ساحر كان يعرف كيف يبني محاججات مقنعة. لم يكن لدى كير اهتمام بالعلاقات الرومانسية مع النساء، وكان يعتبر إجمالًا من قبل من عرفوه مثليًا مكبوتًا. كتب المؤرخ مايكل بلوخ أنه كان مستبعدًا بشدة أن يكون كير المتدين بشدة قد دخل في علاقات مثلية، إلا أنه أشار أن كير لم يتزوج ولم يدخل في علاقة غرامية مع أي امرأة قط.

## الحياة العامة
شغل كير منصبًا في حكومة جنوب أفريقيا منذ عام 1905 حتى عام 1910 وكان عضوًا في ما سمي «روضة ميلنر»، التي كانت مجموعة من المسؤولين الكولونياليين الذين اعتبروا أنفسهم إصلاحيين أكثر من كونهم فصيلًا سياسيًا فعليًا. وكانوا يرون أنه ينبغي أن تكون للمستعمرات كلمة أكبر في دول الكومنولث. وفقًا لمعايير تلك الحقبة، كان الضباط ليبراليين: وكان لدى معظمهم اهتمام برفع مكانة الكولونياليين البيض وكانوا يرفضون الاستقلال وكانت نظرتهم نظرة أبوية لغير البيض. بات كير أكثر ليبرالية في هذه القضايا من نظرائه من خلال إعجابه بغاندي وبمحاولته أن يكون أكثر تقدمية، إن لم يكن تقدميًا تمامًا، في القضايا العرقية أكثر مما كانوا هم.
كان كير يعيش في جوهانسبيرغ، حيث شغل منصبًا في مجلس ما بين المستعمرات حيث تخصص في إدارة السكك الحديدية. ساعد كير في كتابة مذكرة سيلبورن لعام 1907 التي دعت مستعمرات ترانسفال والنهر البرتقالي وناتال وكيب إلى الاتحاد في مستعمرة واحدة وموافق عليها كجنوب أفريقيا جديدة. إلى جانب الأعضاء الآخرين في روضة ميلنر، رفض كير الخطة البريطانية الأصلية للإبادة الجماعية الثقافية للأفارقة بإرغامهم على تحدث اللغة الإنجليزية بصرف النظر عما إذا كانوا راغبين بذلك أم لا. وعوضًا عن تلك الخطة، أيد كير المصالحة مع القوميين الأفارقة المعتدلين الذين كان جان سموتس ولويس بوثا يقودانهم. تصور كير الأمة الجديدة كاتحاد يتشارك فيه الأنغلويون (البيض الجنوب أفريقيين من أصل بريطاني) السلطة مع الأفارقة. كان السكان السود والآسيويون في جنوب أفريقيا مستبعدين تمامًا من التقدم السياسي، وكان القوميون الأفارقة المعتدلون متحضرين لمنح «الملونين» (المصطلح الجنوب أفريقي للبشر المختلطين عرقيًا) الحق في التصويت، وهو تنازل لاقى معارضة من قبل القوميين الأفارقة الأكثر تطرفًا. مستلهمًا الأوراق الفيدرالية التي أدت إلى الدستور الأمريكي الحديث، أسس كير في شهر ديسمبر من عام 1908 مجلة سميت الولايات كانت تنشر باللغتين الإنجليزية والأفريقية وكان تحث على اتحاد الكولونياليات الأربع وعلى مكانة المستعمرة. إلا أن الأفارقة لم يقبلوا بالاتحاد وفضلوا عوضًا عنه دولة وحدوية نظرًا إلى أن تفوق عدد الأفارقة مقابل عدد الأنغلويين كان يضمن سيطرة الأولين على جنوب أفريقيا لا سيطرة الأخيرين. وفي 31 من شهر مايو من عام 1910، اتحدت مستعمرات كيب وناتال والنهر البرتقالي وترانسفال ضمن أمة جنوب أفريقيا الجديدة، التي منحت مكانة مستعمرة. 
في شهر سبتمبر من عام 1909، شارك كير في المؤتمر الذي عقد في بلاس نيويد والذي أفضى إلى حركة الطاولة المستديرة. وعاد إلى إنجلترا في عام 1910 لتأسيس مجلة الطاولة المستديرة وتحريرها. خلال اجتماع عقد في لندن في شهر يناير من عام 1910، دعى كير إلى «اتحاد عضوي من خلال تأسيس حكومة إمبريالية مسؤولة من الناحية الدستورية عن جميع الناخبين في الإمبراطورية، مع صلاحية العمل مباشرة على المواطنين الأفراد». في شهر نوفمبر من عام 1910، أصبح كير أول محرر لمجلة الطاولة المستديرة، التي لفتت الانتباه بخططها لتحويل الإمبراطورية إلى اتحاد إمبراطوري.
وفي أكتوبر 1911، تعرض كير لانهيار عصبي. خلال زيارة إلى الهند في عام 1912، درس كير عن قرب أديان شبه القارة، كالهندوسية، الأمر الذي يعكس خيبة أمله المتزايدة من الكاثوليكية. بعد قراءته لكتاب العلم والصحة ومفاتيح الكتاب المقدس، تحول كير إلى العلم المسيحي. كانت لدى كير رغبات متناقضة، دمجت بين ما اعتبره مقاربة «عقلانية» للسياسة، مع تبجيل كبير للعلم إلى جانب بعد روحاني ومتعال من شخصيته كان يتوق وراء ما هو روحاني، أتاح دين العلم المسيحي له أن يدمج بين روحانيته وإيمانه بما هو خارق للطبيعة إلى جانب عقلانيته وإيمانه بالعلم. في مقالته بعد أربعة أشهر من الحرب التي ظهرت في نسخة الطاولة المستديرة لشهر ديسمبر من عام 1914، دعى كير إلى «اتحاد طوعي بين جميع الدول المتحضرة» كأفضل طريقة لإنهاء الحرب إلى الأبد. وفي نسخة الطاولة المستديرة لشهر سبتمبر من عام 1915، دعا كير مجددًا إلى «دولة عالمية» تكون «مسؤولة عن السلطة السياسية وممثلة لها» في العالم كله كأفضل طريقة لإنهاء الحرب. وفي نسخة الطاولة المستديرة لشهر يونيو من عام 1916، في مقالته مبادئ السلام، كرر كير دعوته إلى «دولة عالمية» قائلًا إن الشرط الدولي الراهن كان «مثل شرط الولايات الغربية في أمريكا في أوائل أيامها، إذ كانت تتصرف بصورة مستقلة مثلما يتصرف الأفراد المستقلون السياديون، إذ يقتلون بعضهم بعضًا من وقت إلى آخر دفاعًا عما يرونه حقوقهم. ولن يكفوا عن فعل ذلك إلى أن يتفقوا على رسم قوانين تضمن العدالة للجميع، وإلى أن يطيعوا جميعًا هذه القوانين، وإلى أن ترغب أمم الأرض بالاتحاد ضمن دولة عالمية».
في شهر ديسمبر من عام 1916، عين كير سكرتيرًا خاصًا لديفيد لويد جورج، وكان ناشطًا في مؤتمر باريس للسلام. وبصفته السكرتير الخاص، تابع كير خططه من أجل السلام. في رسالة كتبها إلى إسمي هاوارد، السفير البريطاني في السويد، في 2 من شهر أبريل من عام 1918، ذكر كير أن عصبة الأمم المخطط لها يجب أن تعمل على نزع للسلاح في العالم بأسره وعلى نظام «قانون عام» ضد «نظام عالمي مبني على السيف»  . وبصفته الذراع الأيمن للويد جورج، بات كير ذائع الصيت. كان لويد جورج يكره قراءة المذكرات، وأوكل تلك المهمة إلى كير، الذي كان قد ناقش أي معلومة كان يرى أنها ذات صلة برئيس الوزراء.  أصبح كير «أمين معلومات» لويد جورج، وكان يقرر أي معلومات ستصل إلى رئيس الوزراء ومن كان مسموحًا له أن يلتقي به، الأمر الذي منحه سلطة كبيرة.  كان كير مكروهًا على نطاق واسع ضمن الخدمة المدنية البريطانية نظرًا إلى اعتباره رجلًا متكبرًا ومنافقًا. 